# Вињ Јен
Вињ Јен (виј. Vĩnh Yên) је град у Вијетнаму у покрајини Вињ Фук. Према резултатима пописа 2009. у граду је живело 122.568 становника.